# Stevan Milošević
Stevan Milošević (in montenegrino Стеван Милошевић; Antivari, 3 ottobre 1985) è un ex cestista montenegrino.

## Palmarès
- Campionato montenegrino: 1

Budućnost: 2006-2007
- Campionato georgiano: 1

Dinamo Tbilisi: 2013-14
- Campionato sloveno: 1

Union Olimpija: 2016-17
- Coppa del Montenegro: 1

Budućnost: 2007
- Coppa di Serbia: 1

Partizan: 2010
- Coppa di Slovenia: 1

Union Olimpija: 2017